# Monster: Die Geschichte von Lyle und Erik Menendez
Monster: Die Geschichte von Lyle und Erik Menendez ist die zweite Staffel der US-amerikanischen True-Crime-Fernsehserie Monster von Ryan Murphy und Ian Brennan. Die Staffel thematisiert die Morde an José und Kitty Menendez 1989 durch deren Söhne Lyle und Erik Menendez. Alle neun Episoden wurden am 19. September 2024 auf Netflix veröffentlicht.
Es ist die zweite Staffel der Monster-Anthologie-Reihe nach Dahmer – Monster: Die Geschichte von Jeffrey Dahmer. Nachdem Netflix das Programm ursprünglich 2020 als limitierte Serie bestellt hatte, wurde am 7. November 2022 bekannt gegeben, dass es als Anthologie-Serie verlängert wurde, mit zwei weiteren Ausgaben, die auf dem Leben anderer Mörder basieren. Die dritte Staffel wird das Leben des Serienmörders Ed Gein untersuchen, der von Charlie Hunnam dargestellt wird.

## Inhalt
Monster: Die Geschichte von Lyle und Erik Menendez erzählt den Fall der Brüder Lyle und Erik Menendez, die 1996 wegen der Morde an ihren Eltern José und Kitty Menéndez verurteilt wurden. Während die Staatsanwaltschaft argumentierte, dass sie versuchten, ihr Familienvermögen zu erben, behaupteten die Brüder – und bleiben bis heute unnachgiebig, da sie lebenslange Haftstrafen ohne die Möglichkeit einer Bewährung verbüßen –, dass ihre Handlungen aus der Angst vor einem Leben voller körperlicher, emotionaler und sexueller Misshandlung herrührten.

## Synchronisation
Die deutsche Synchronisation entstand im Auftrag von VSI Berlin, unter der Dialogregie von Victoria Sturm, die auch die Dialogbücher schrieb.
| Rolle                | Darsteller                | Sprecher         |
| -------------------- | ------------------------- | ---------------- |
| Lyle Menendez        | Nicholas Alexander Chavez | Konrad Bösherz   |
| Erik Menendez        | Cooper Koch               | Nicolás Artajo   |
| José Menendez        | Javier Bardem             | Carlos Lobo      |
| Kitty Menendez       | Chloë Sevigny             | Svantje Wascher  |
| Dr. Jerome Oziel     | Dallas Roberts            | Hans Hohlbein    |
| Judalon Smyth        | Leslie Grossman           | Alexandra Wilcke |
| Detective Les Zoller | Jason Butler Harner       | Axel Malzacher   |
| Craig Cignarelli     | Charlie Hall              | Oliver Bender    |
| Peter Hoffman        | Jeff Perry                | Oliver Siebeck   |

## Episoden
| Nr. | Deutscher Titel            | Originaltitel                  | Erstveröffentlichung USA | Deutschsprachige Erstveröffentlichung (D/A/CH) | Regie             | Drehbuch                                                  |
| --- | -------------------------- | ------------------------------ | ------------------------ | ---------------------------------------------- | ----------------- | --------------------------------------------------------- |
| 1   | Blame It on the Rain       | Blame It on the Rain           | 19. Sep. 2024            | 19. Sep. 2024                                  | Carl Franklin     | Ryan Murphy & Ian Brennan                                 |
| 2   | Kaufrausch                 | Spree                          | 19. Sep. 2024            | 19. Sep. 2024                                  | Carl Franklin     | Ian Brennan & David McMillan                              |
| 3   | Kein Geld zum Telefonieren | Brother, Can You Spare a Dime? | 19. Sep. 2024            | 19. Sep. 2024                                  | Paris Barclay     | Ian Brennan & David McMillan                              |
| 4   | Töten oder getötet werden  | Kill Or Be Killed              | 19. Sep. 2024            | 19. Sep. 2024                                  | Paris Barclay     | Ian Brennan & David McMillan                              |
| 5   | Missbraucht                | The Hurt Man                   | 19. Sep. 2024            | 19. Sep. 2024                                  | Michael Uppendahl | Ian Brennan                                               |
| 6   | Ausgeträumt                | Don't Dream It's Over          | 19. Sep. 2024            | 19. Sep. 2024                                  | Max Winkler       | Ryan Murphy & Ian Brennan                                 |
| 7   | Es ist soweit              | Showtime                       | 19. Sep. 2024            | 19. Sep. 2024                                  | Michael Uppendahl | David McMillan & Reilly Smith & Todd Kubrak               |
| 8   | Seismische Veränderungen   | Seismic Shifts                 | 19. Sep. 2024            | 19. Sep. 2024                                  | Ian Brennan       | Ian Brennan                                               |
| 9   | Galgenmännchen             | Hang Men                       | 19. Sep. 2024            | 19. Sep. 2024                                  | Michael Uppendahl | David McMillan & Reilly Smith & Todd Kubrak & Ian Brennan |

## Rezeption
Die Serie stieß auf geteiltes Echo. Bei der Rating-Plattform Rotten Tomatoes sind 47 % der Bewertungen positiv.
In einer positiven Kritik auf filmpluskritik.com lobte Christian Klosz den provokativen Zugang der Serie, die Geschichte aus verschiedenen Perspektiven zu erzählen und das Publikum selbst entscheiden zu lassen, wer nun das „Monster“ der Geschichte sei. Ryan Murphy sei eine abgründige Parabel über das Böse und die Wahrheit gelungen. Insbesondere wurde die Darstellerleistung von Cooper Koch als Erik Menendez hervorgehoben. Insgesamt wurde die Serie mit 9 von 10 Sternen bewertet.